# توني ديمرز
توني ديمرز هو لاعب هوكي الجليد كندي، ولد في 22 يوليو 1917 في شومبلي في كندا، وتوفي في 3 سبتمبر 1997.

## وصلات خارجية
- توني ديمرز على موقع دوري الهوكي الوطني (الإنجليزية)
- توني ديمرز على موقع EliteProspects.com (الإنجليزية)
- توني ديمرز على موقع HockeyDB.com (الإنجليزية)
- توني ديمرز على موقع Hockey-Reference.com (الإنجليزية)